# كولين جراي
كولين جراي (بالإنجليزية: Coleen Gray)‏ هي ممثلة أمريكية، ولدت في 23 أكتوبر 1922 بستيبلهورست في الولايات المتحدة، وتوفيت في 3 أغسطس 2015 بلوس أنجلوس في الولايات المتحدة.

## أعمال

### أفلام
- (1956) القتل

## وصلات خارجية
- كولين جراي على موقع IMDb (الإنجليزية)
- كولين جراي على موقع ألو سيني (الفرنسية)
- كولين جراي على موقع تيرنر كلاسيك موفيز (الإنجليزية)
- كولين جراي على موقع أول موفي (الإنجليزية)
- كولين جراي على موقع قاعدة بيانات برودواي على الإنترنت (الإنجليزية)
- كولين جراي على موقع قاعدة بيانات الأفلام السويدية (السويدية)
- كولين جراي على موقع إن إن دي بي (الإنجليزية)
- كولين جراي على موقع قاعدة بيانات الفيلم (الإنجليزية)
- كولين جراي على موقع كينوبويسك (الروسية)